# Knoppix
Knoppix là một hệ điều hành có thể chạy trực tiếp hoàn toàn trên CD hay DVD mà không cần cài đặt bất cứ yếu tố nào lên ổ cứng. Knoppix là một hệ thống Debian dựa trên GNU/Linux distribution LiveCD, và được phát triển bởi Klaus Knopper.

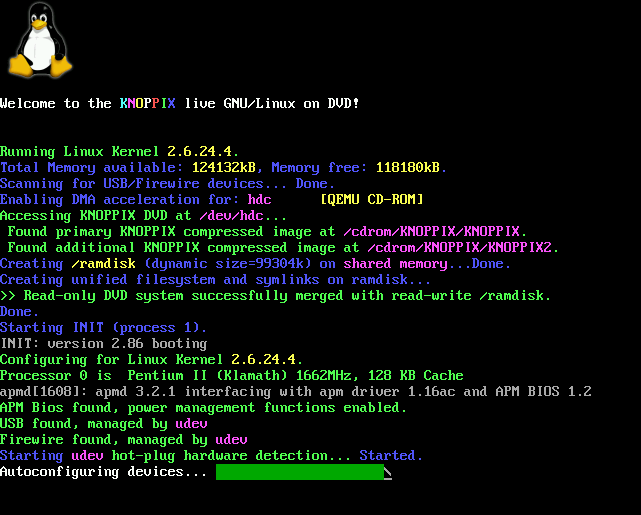
Tiến trình khởi động Knoppix